# حیدربک (شهرستان یای‌ایل)
حیدربک (به لاتین: Aydarbek) یک روستا در قرقیزستان است که در شهرستان یای‌ایل واقع شده‌است. حیدربک ۴۶۶ نفر جمعیت دارد و ۶۷۳ متر بالاتر از سطح دریا واقع شده‌است.